# Paolo Pagani

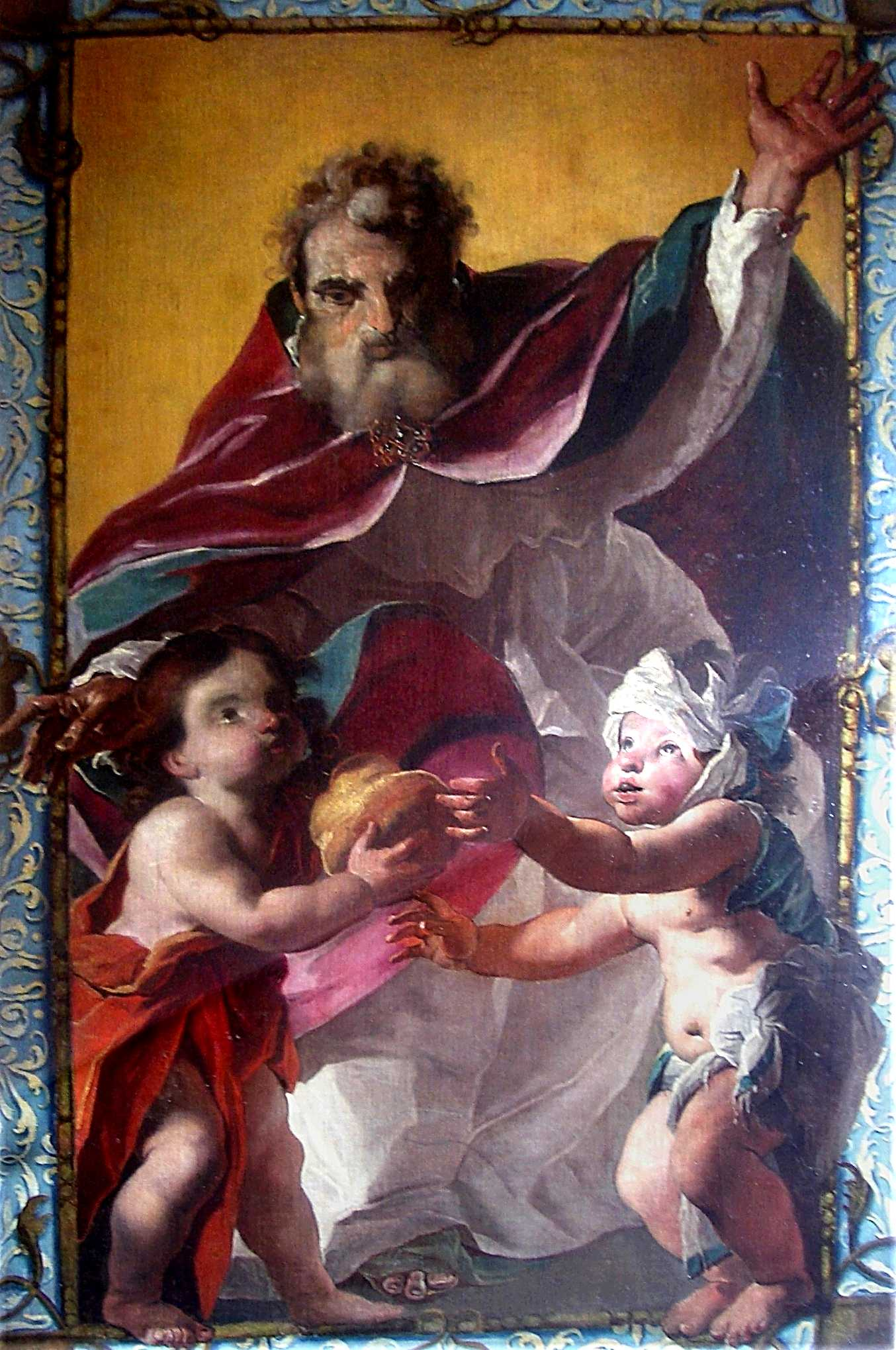
Dio Padre benedicente e due bambini che si scambiano un pane (Allegoria dell'eucaristia), Museo "Casa Pagani", Castello Valsolda

Paolo Pagani (Castello Valsolda, 22 settembre 1655 – Milano, 5 maggio 1716) è stato un pittore italiano.

## Biografia
Paolo Antonio Pagani nacque a Castello Valsolda, figlio di Angelo e di Maddalena Paracca, fratello di Giuseppe Guglielmo, di Maria e di Margherita Marta; si sposò con una certa Antonia e visse Milano in quartiere Borgonovo, padre di Angelo Antonio nato il 26 agosto 1694 e di Guglielmo Pietro Giuseppe nato il 30 agosto 1697. Il suo omonimo bisnonno, pure pittore, ebbe una certa fortuna in Germania e quindi come insegnante all'Accademia di Madrid.
Giovanissimo si spostò a Venezia tra il 1667 e il 1668. Mancano documenti certi fino al 1680 quando come stampatore firmò una serie di dieci acqueforti del pittore e incisore Giuseppe Diamantini (1621-1705), tuttavia gli viene attribuito il dipinto con la scena del Martirio di sant'Erasmo già in Palazzo Molin Querini a Venezia, ora conservato alla Galleria nazionale di palazzo Spinola a Genova del 1675 e altri dipinti in Germania. Intorno al 1690 fu chiamato a Vienna dall'imperatore Leopoldo I, si affermò con la sua arte pure in Moravia, dove collaborò con l'architetto Giovanni Pietro Tencalla. In questo periodo fu maestro di Giovanni Antonio Pellegrini che viaggiò con lui.
Rientrò definitivamente in Lombardia nel 1696 e lasciò uno dei suoi capolavori nella chiesa di San Martino a Castello (Valsolda), suo villaggio d'origine.
Morì di calcolosi renale a Milano nel 1716 e fu sepolto nella chiesa di Santa Maria del Giardino.

## Opere principali

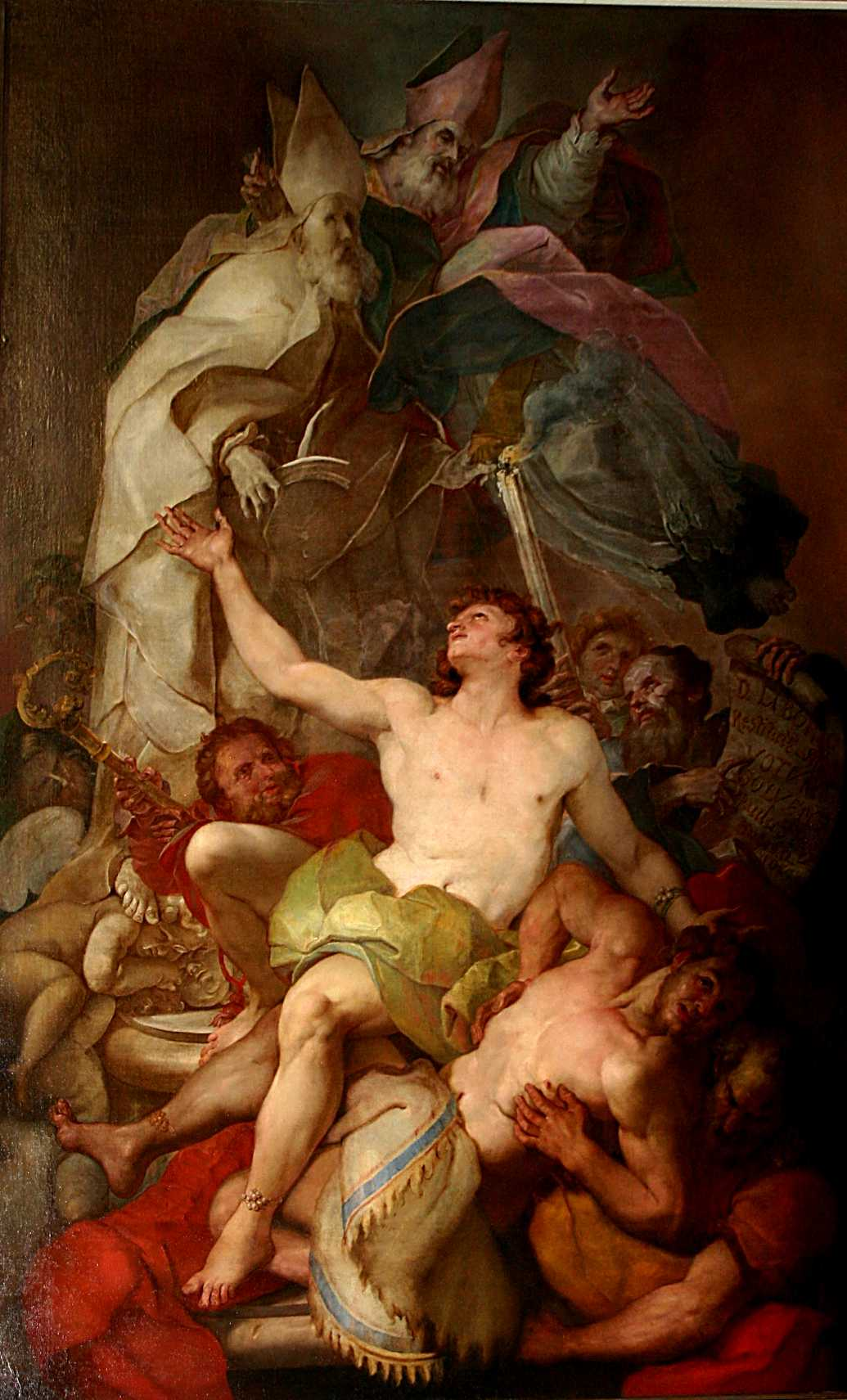
Apparizione miracolosa di san Liborio che guarisce un infermo (ex voto), 1712, chiesa di San Marco, Milano

- 1676-1680, Braunschweig, Herzog Anton Ulrich Museum[2], dipinti: Sansone e Dalila, Sansone catturato dai filistei, Compianto di Abele (già a Salzdahlum, Galleria ducale di Antonio Ulrico di Brunswick-Lüneburg e Carlo I di Brunswick-Wolfenbüttel, duchi)
- 1681-1685, (già a Venezia), Collezione privata, due dipinti: Ercole e Onfale, e Deianira e il centauro Nesso
- 1681-1685, Dresda, Gemäldegalerie, dipinto: Maddalena
- 1682-1685, Torino, Galleria Sabauda, dipinto: Guarigione del cieco
- 1683, Olomouc, Biblioteca statale delle scienze, disegno: Studio di nudo maschile
- 1685-1688, Venezia, Palazzo Salvioni Capello, dipinti: Agar e Ismaele, il Sacrificio di Isacco
- 1685-1689, Olomouc, Biblioteca statale delle scienze, 87 disegni e inchiostri colorati, tra cui: Miracolo di san Teodoro, Clemenza di Scipione, Foglio di studi con nudi maschili e fauni, Studio di nudo maschile seduto, Studio di figura femminile seduta conn una mano al seno
- 1686-1689, Brno, Moravská Galerie[3], dipinto: Semele e Giove
- 1689, ?, collezione privata, inchiostro su carta: Foglio di studi con nudi maschili, schizzo con due uomini che lottano e prove di penna
- 1687-1690, Lunéville, chiesa di San Giacomo[4], pala d'altare: Sacra Famiglia con san Giovanni Giovannino, sant'Ignazio di Loyola, angeli e cherubini
- 1690-1692, Kroměříž (Moravia), Castello-Residenza del principe vescovo di Olomouc, Carl II Liechtenstein-Castelcorno[5], criptoportico (sale terrene), piano nobile, ciclo di affreschi: Allegorie dell'autunno e dell'inverno, della primavera e dell'estate, l'Olimpo, il Giudizio di Paride
- 1691-1692, Olomouc, Biblioteca statale delle scienze, disegno e inchiostro: Teste caricate
- 1692-1693, Vicenza, Palazzo di Giovanni Leoni Montanari, affreschi, tra cui Ercole e il figlio Illo preparano il rogo (ora in collezione privata a Milano)
- 1694, Voltaggio (Italia), Pinacoteca del convento dei Cappuccini, dipinto: Sant'Onofrio anacoreta
- 1694-1695, Velehrad (Moravia), chiesa dell'abbazia dell'Assunta, sacrestie, antisacrestie e cappelle, ciclo di affreschi e pala d'altare: Assunzione della Vergine, oggi nella chiesa parrocchiale di Polešovice; affreschi della volta della cappella di Santa Scolastica tra cui: Un pagano convertito al Cristianesimo grazie all'intercessione della santa monaca; cappella di Santa Edvige di Polonia, affresco: Santa Edvige cura gli infermi; antisacrestia: Angeli che recano i simboli della Passione
- 1694-1695, Dublino, National Gallery of Ireland, penna, inchiostro bruno acquarellato: Studio di nudi per una caduta dei giganti
- 1695, Cracovia, chiesa di Sant'Anna, cappella di San Sebastiano, dipinto: Martirio di san Sebastiano
- 1696-1697, Chiasso, chiesa parrocchiale di San Vitale, pala d'altare: Martirio di san Vitale

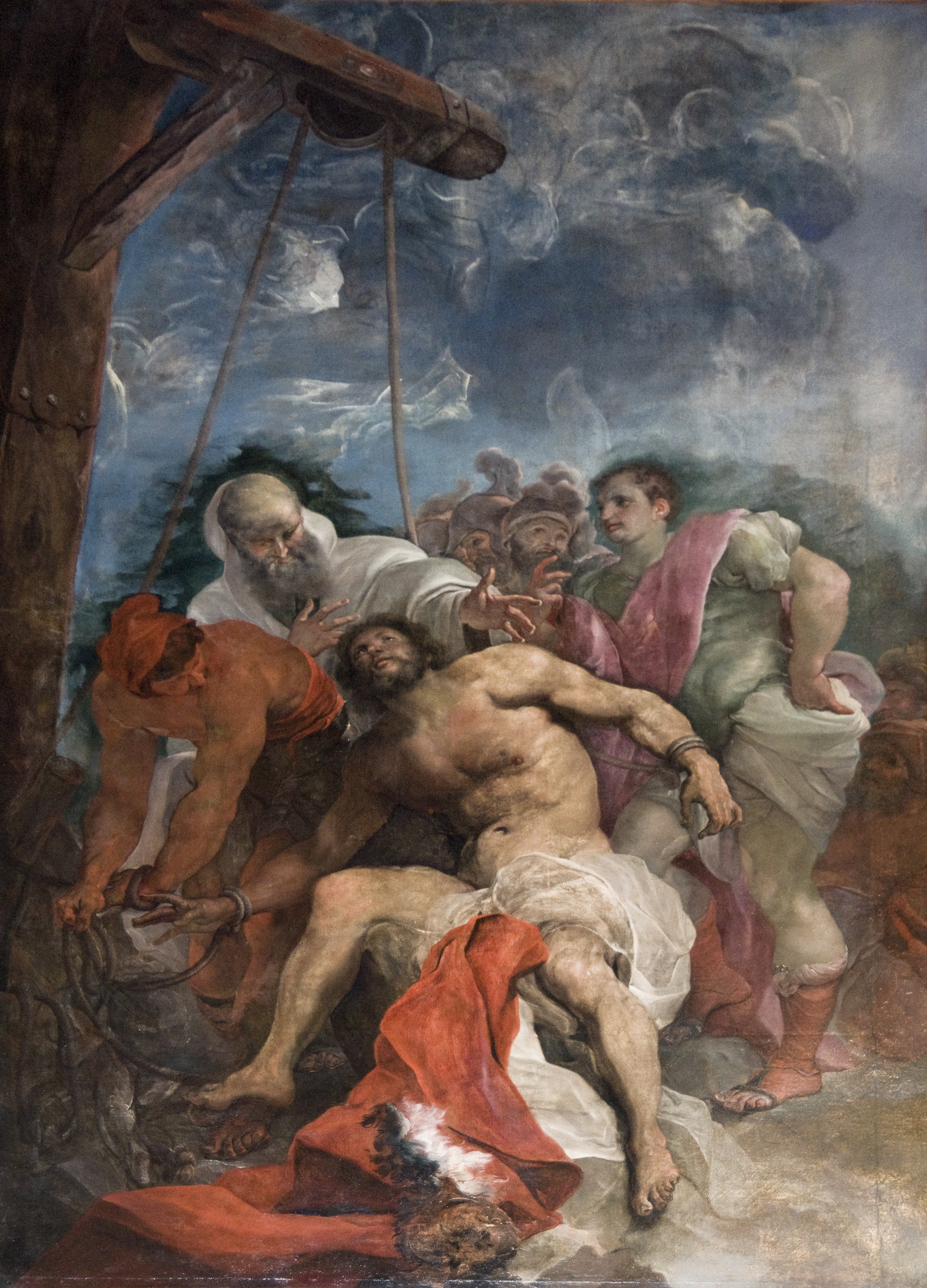
Martirio di san Vitale, 1696-1697. Chiasso, Chiesa parrocchiale di San Vitale

- 1696-1697, Castello, Chiesa parrocchiale di San Martino, decorazione della volta: Predicazione di san Giovanni Battista, la Condanna a morte delle sante Apollonia, Caterina d'Alessandria, Lucia, Le tre Sante ascendono al cielo, l'Assunzione della Vergine, Sibille e profeti, Soldati, angeli, figure a monocromo e quadrature
- 1697, Azay-le-Ferron, castello, dipinto: Caduta dei giganti, (proprietà del Musée des Beaux Arts di Tours)
- 1697-1698, Milano, Palazzo del marchese Cesare Pagani, vari dipinti: Enea e Anchise, (in collezione privata), Sacrificio di Muzio Scevola (perduto), Enea e Anchise fuggono da Troia in fiamme
- 1700, Mantova, Fondazione D'Arco, disegno preparatorio: Dio Padre appare a sant'Antonio da Padova col Bambino e angeli (recto), Santi Antonio e Francesco d'Assisi col Bambino, Dio Padre e angeli (verso)
- 1700-1701, Milano, Palazzo del marchese Cesare Pagani, dipinto: Carità romana
- 1700-1701, Bergamo, Museo diocesano, dipinto: Presentazione di Gesù al Tempio (già nella chiesa di Sant'Ambrogio di Cenate)
- 1701 - Roma, Gabinetto nazionale dei disegni e delle stampe, disegno preparatorio: Vergine in gloria adorata dal beato Felice da Cantalice
- 1701-1702, Chiusa (Italia), chiesa dei Cappuccini[6], pala dell'altare maggiore, olio su tela: Vergine in gloria adorata dal beato Felice da Cantalice; pala d'altare laterale: Sant'Antonio da Padova e San Francesco d'Assisi con Dio Padre, il Bambino e angeli
- 1701-1702, collezione privata, disegno a penna, inchiostro bruno acquarellato: Transito di san Giuseppe
- 1701-1702, Caprino Bergamasco, chiesa di San Biagio, pala d'altare: Visitazione
- 1701-1702, Buccinigo, chiesa di San Cassiano, olio su tela: San Carlo Borromeo e il Cristo morto tra gli angeli
- 1704, Londra, Clovis Withfield, dipinto: Fucina di Vulcano]
- 1704, collezione privata, dipinto: Crono insidia le tre Grazie o allegoria della Vanità; inchiostro acquarellato su carta bianca: Studio di nudi maschili e femminili, somme aritmetiche
- 1704-1705, Roggione, santuario della Beata Vergine del Roggione, già nella cappella del castello, due dipinti: Trionfo di san Michele arcangelo e Santa Teresa d'Avila
- 1705 circa, Cerete, frazione Cerete Basso, Chiesa di San Vincenzo Martire, Estasi di santa Teresa

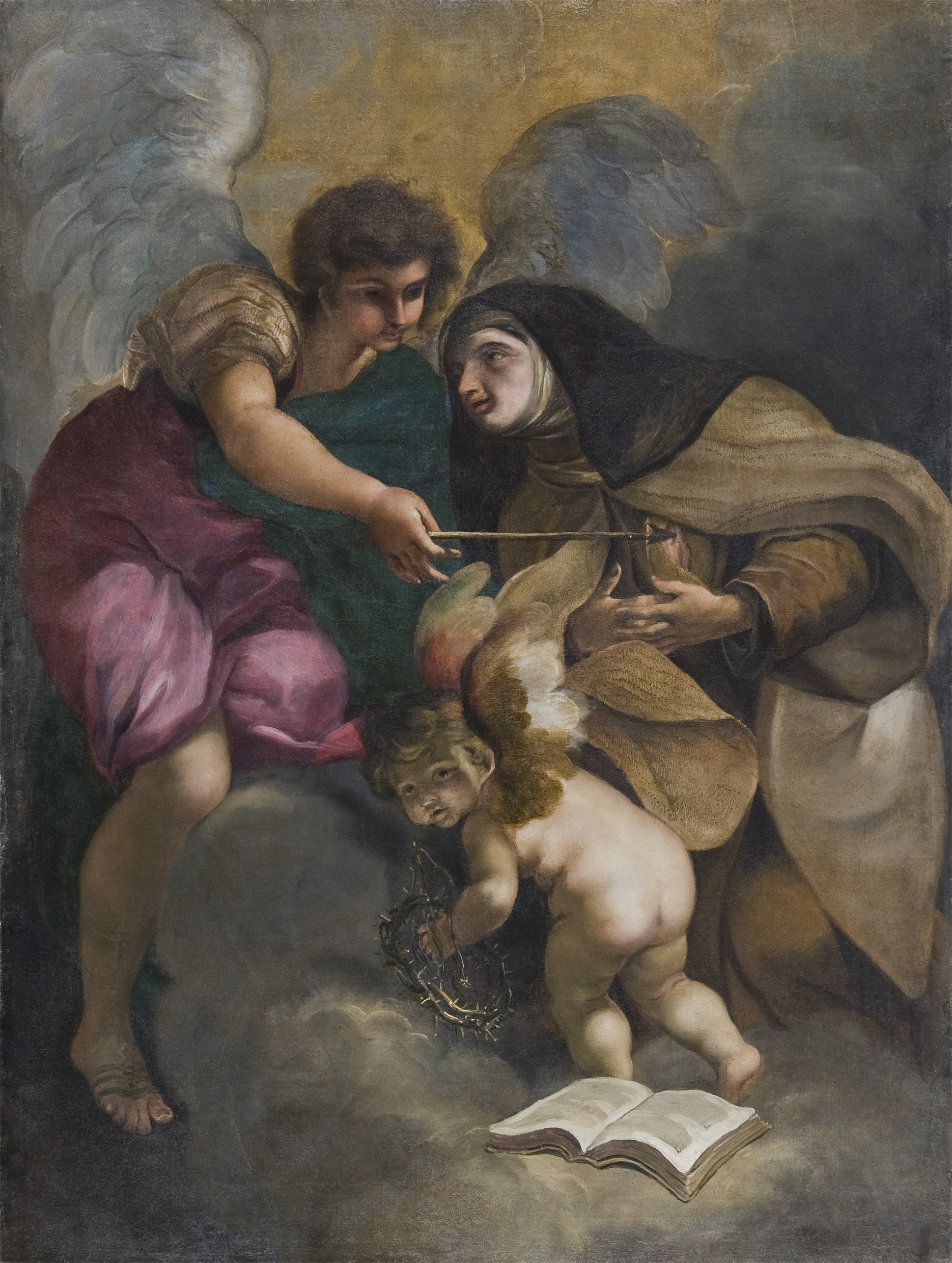
Estasi di santa Teresa, 1705 circa Cerete, frazione Cerete Basso, chiesa di San Vincenzo di Saragozza

- 1712, Milano, chiesa di San Marco, pala d'altare: Apparizione miracolosa di san Liborio che guarisce un infermo (ex voto)
- 1714-1715, Uggiate-Trevano, chiesa dei Santi Pietro e Paolo, due dipinti (già a Milano nella chiesa di Santa Maria del Giardino): Sant'Antonio da Padova ricongiunge il piede staccato di un giovane che aveva dato un calcio alla madre, e Sant'Antonio resuscita il figlio per scagionare il padre ingiustamente accusato di omicidio.

Inoltre:
- ?, Bassano del Grappa, collezione privata, San Sebastiano curato dalle pie donne
- ?, già Berlino, collezione privata, Mosè assiste da una collina alla battaglia del suo popolo contro gli Amaleciti
- ?, già Bologna, collezione privata, Cattura di Sansone
- ?, Bruxelles, Musées Royaux des Beaux Arts de Belgique, Educazione della Vergine
- ?, Castello, Museo Casa Pagani, Dio Padre benedicente e due bambini che si scambiano un pane
- ?, Castello, Museo Casa Pagani, Sacrificio di Isacco
- ?, Castello, Museo Casa Pagani, Ninfa sorpresa dai satiri
- ?, collezione privata, Idolatria di Salomone
- ?, collezione privata, San Giuseppe in adorazione del Bambino
- ?, collezione privata, Santi eremiti (san Paolo di Tebe e sant'Antonio abate)
- ?, Dayton (Ohio), Dayton Art Institute, San Sebastiano
- ?, Marsiglia, Musée des Beaux Arts, Idolatria di Salomone
- ?, Milano, basilica di Sant'Agostino ai Salesiani, Madonna Immacolata col Bambino, san Pio V e un santo vescovo
- ?, Milano, collezione privata, Festino di Erode
- ?, Milano, collezione privata, Sacra Famiglia con san Giovannino
- ?, Milano, collezione privata, San Gerolamo
- ?, Milano, collezione Ruggero Poletti, Sacra Famiglia con sant'Antonio abate
- ?, già Milano, Finarte casa d'aste, Sacra Famiglia con san Giovannino, Morte di Sofonisba
- ?, Mosca, Museo Puškin delle belle arti, Il povero Lazzaro
- ?, Olgiate Olona, chiesa dei Santi Lorenzo e Stefano, Cristo e la Samaritana al pozzo
- ?, già a Parigi, Galerie Canesso, Allegoria della vocazione religiosa o della sequela Christi
- ?, Potsdam, Staatliche Schlösser und Gärten Sanssouci, Miracolo del serpente di bronzo (perduto?)
- ?, già Ragusa, collezione Ucovic, La regina Cleofix si sottomette ad Alessandro Magno offrendogli una coppa di vino
- ?, Rimini, collezione privata, Giobbe
- ?, già Roma, collezione Ramussi, Cattura di Sansone
- ?, San Pietroburgo, Ermitage, Sacrificio di Isacco
- ?, Tambov, Pinacoteca regionale, Giuditta con la testa di Oloferne
- ?, ubicazione ignota, Ercole e Onfale
- ?, Vaduz, collezioni degli arciduchi del Liechtenstein, San Gerolamo
- ?, già Venezia, collezione privata, Ercole e Onfale, Ercole, Deianira e il centauro Nesso
- ?, Vienna, Gemäldegalerie der Akademie der bildenden Künste, Idolatria di Salomone
- ?, già Weikersdorf, (Baden bei Wien), castello, Sogno di Giuseppe
- ?, Zara, Museo diocesano, Trinità